# Skindred
Skindred er et rock/reggae band fra Wales som selv mener at de spiller en blanding af metal, reggae, punk og hip hop.

## Diskografi
- 2002 – Babylon
- 2007 – Roots Rock Riot
- 2009 – Shark Bites and Dog Fights
- 2011 – Union Black
- 2014 – Kill the Power
- 2015 – Volume

| Musik | Spire Denne musikartikel er en spire som bør udbygges. Du er velkommen til at hjælpe Wikipedia ved at udvide den. |